# McAllen
McAllen är en stad i den amerikanska delstaten Texas, nära gränsen till Mexiko. Folkmängden uppgick till 132 225 invånare 2009. Den sammanhängande bebyggelsen (McAllen Urbanized Area) hade 652 263 invånare samma år, och det fulla storstadsområdet (McAllen-Edinburg-Mission Metropolitan Statistical Area) hade 741 152 invånare. På andra sidan gränsen ligger den mexikanska staden Reynosa, med vilken McAllenområdet bildar ett gränsöverskridande storstadsområde med cirka 1,4 miljoner invånare.